# Чолпонбай
«Чолпонба́й» — документальная повесть Фёдора Самохина, изданная в 1958 году Киргизским государственным издательством и «Молодой гвардией». Посвящена Герою Советского Союза Чолпонбаю Тулебердиеву, описывая его жизнь, эволюцию жизненных взглядов и рост самосознания. Сюжет разделён на три главы: «Школьные будни», «Суровое время» и «Придонские степи в огне», каждая из которых ведёт главного героя к совершению подвига.
При написании повести писатель побывал на родине героя, объездил места боёв, в которых тот принимал участие, работал в архивах, встречался лично, а также знакомился по переписке с его друзьями и соратниками. В газете «Советская культура» повесть отнесли к работам, «украшающих многоцветный ковёр киргизской литературы», а в журнале «Литературный Киргизстан» её поставили в один ряд с «широко и всесторонне разработанными по содержанию, стилю и эстетике» произведениями.
В 1982 году повесть была переиздана киргизским государственным учебно-педагогическим издательством «Мектеп», в 2019 году была оцифрована Ошской областной библиотекой имени Т. Сатылганова. Киргизская версия повести вышла в журнале «Ала-Тоо» (1967, №6) в виде очерка, под названием «Таластык баатыр». Русская версия очерка «Кровью сердца» вошла в сборник «Молодые герои Великой Отечественной войны» (1970), вышедший в серии «ЖЗЛ».

## Сюжет

### Глава 1. «Школьные будни»
На первых страницах повести Чолпонбай предстаёт перед читателями семнадцатилетним юношей. Он, участвуя в районных конных скачках, занимает первое место, за что награждается Почётной районной грамотой и карманными часами. Победа не вскружила ему голову — главный герой понимает, что ему ещё надо много учиться и работать, чтобы завоевать уважение народа и стать опорой для своей семьи. После соревнований Чолпонбай возвращается домой в аил имени Тельмана, где читатель может познакомиться с его семьёй. Глава семейства Тулеберды Таракулов умер после долгой болезни в 1935 году, шесть лет назад. Осталась только мать Сураке, которая растила пятерых детей. В «приземистом глинобитном домике» Тулебердиевых началось празднование победы Чолпонбая, однако друг покойного отца Дулат приходит с новостью, что в Европе начинается война. Мать Сураке сравнивает надвигающуюся войну с басмачеством, ей страшно вспоминать былые времена: «Не надо войны… Я помню, как басмачи издевались над людьми».
Чолпонбай упорный в учёбе, вдумчивый и отзывчивый одноклассникам: но иногда стремление выручить друга из беды приводит его к ошибкам. Так, например, в повести описана сцена, когда Чолпонбай выручает своего школьного друга Сагымбека, который запустил учёбу. Чтобы избежать наказания от своего отца, Сагымбек просит Чолпонбая дать ему свои тетради. Чолпонбай, понимая, что поступает нехорошо, всё же выручает одноклассника и позднее попадает в неудобное положение.
Чолпонбай сдаёт свой первый экзамен — сочинение по творчеству Токтогула Сатылганова. Ему выдают свидетельство об окончании семилетки, после чего он решает поступать в столичный педагогический техникум, но сомневается, что сдаст экзамены. На это директор школы Казыбек Абдыкеримович отвечает Чолпонбаю, что ему не стоит переживать, так как он не был отстающим учеником. На следующий день Чолпонбай отправляется в конюшню Туткуча, где встречает первую любовь —  Гульнару. Девушка не отвечает на приветствие Чолпонбая, всячески его игнорирует, а затем уходит. В этот же день происходит вторая их встреча у реки Кара-Бура — там Чолпонбай помогает девушке влезть на стену крепости Кызыл-Орды. Однако Гульнара вспоминает про обед для отца и спешно убегает.

### Глава 2. «Суровое время»
Чолпонбай с Ашимбеком вместе с другими колхозниками уезжают в горы на сенокос. Работу прерывает почтальон Сагын, который всем сообщает, что Гитлер объявил войну. В этот же день брат Чолпонбая Токош уходит на фронт. Чолпонбай имеет смутное представление о войне: он знает о ней только по кинофильмам, по прочитанным книгам и рассказам Туткуча, который «громил» басмачей в Чаткальской долине. Всё чаще приносят вести о гибели односельчан, о захвате городов и сёл фашистами. Тем временем Чолпонбай направляется к дому Шаршена — отца Гульнары. Девушка сторонится его, убегает в дом. Причиной такого поведения стало то, что Гульнару, против её воли, выдают замуж. за мужа своей покойной сестры. Сагымбек настаивает на том, чтобы Чолпонбай убедил отца Гульнары не жить по старым обычаям.На следующий вечер он направляется к Шаршену, которого призывает не ограничивать Гульнар в праве выбора супруга.
После гибели брата Чолпонбай решается идти на фронт. Хотя до призывного возраста юноше не хватало ещё нескольких месяцев, его всё же записывают в красноармейцы. На прощанье Гульнара дарит Чолпонбаю розовый платок.

### Глава 3. «Придонские степи в огне»
После прохождения трёхмесячных курсов Чолпонбай апрельским утром садится в поезд до Москвы. На пятый день он оказывается в Саратове, откуда снова отправляется в путь: дорога занимает два дня, а уже на третий день Чолпонбай встречает свой полк, знакомится с Иваном Антоновым, который просит у взводного Якова Германа отдать ему Чолпонбая в его отделение. Бойцы начинают слушать лекции командира роты Горохова. Однако, как Чолпонбай признаётся, он слаб в русском языке, и к нему на помощь приходит его фронтовой товарищ Гиллязитдинов — он утверждает, что сможет ему всё объяснить, так как татарский язык похож на киргизский.
Чолпонбай принимает воинскую присягу, участвует в первых боях на Дону, ловит своего первого языка — пленным оказывается немецкий офицер, командир пулемётного взвода. Позже Чолпонбая с бойцами направляют в конную разведку — он пересекает Дон на рысаке донской породы и направляется к Сторожевскому лесу. Они минуют Урыв, затем скачут в направлении Острогожска — далеко в стороне остаётся Коротояк. Дозорный сообщает им, что он встретил немцев, и солдаты решаются уходить, однако Чолпонбай скачет на коне вперёд и с помощью хитрости освобождает путь. На десятые сутки по дороге из Репьёвска на Коротояк кавалеристы остановились на днёвку в глубоком овраге. Вскоре появляется немецкий танк, под гусеницы которого Чолпонбай бросает гранату. Машина ломается, и лейтенант с группой бойцов решают возвратиться обратно. Из разведки вернулись в полном составе.
Впереди многодневный отдых. Чолпонбай получает письмо от Гульнары — она сообщает, что в аиле стало безлюдно, остались одни старики, женщины и дети. Она просит Чолпонбая писать почаще, хочет, чтобы все в селе знали, что у неё есть такой друг на фронте. Чолпонбай так и не узнаёт из письма, что же произошло между девушкой и её женихом после его отъезда. Немного позже Чолпонбая зовут на комсомольское собрание, где его принимают в ряды Ленинского комсомола. В распоряжение роты приезжает батальонный комиссар майор В. А. Мурадян, и после получения от него указаний, рота направляется на плацдарм на правом берегу Дона — на Лысую гору.
На горе уже были окопы, дзоты, проволочные заграждения и фашисты, прятавшиеся в земле. За две недели, которые рота проводит на отдыхе, фашисты укрепляются в деревне и приближают огневые точки к берегу, устанавливают на Лысой горе две пулемётные точки. Горохов приказывает уничтожить дзот на Лысой горе.
Подготовка к захвату плацдарма заняла много дней. Чолпонбай и другие бойцы переправляются через реку. Выйдя из воды, Чолпонбай сразу же бросается к горе и поднимается на обрыв вместе с другими солдатами к дзоту. Немцы замечают солдат и начинают их обстрел. Чолпонбай берёт на себя инициативу уничтожить дзот и направляется к нему. Истекая кровью от пулевых ранений, он продолжает к нему приближаться и валится на амбразуру:
...Чолпонбай приблизился к дзоту, взялся рукой за выступ, поднялся в полный рост и повалился на амбразуру. Сколько: десять, сто, а, может, и больше пуль прошили тело Чолпонбая? Глаза открылись, но перед ним ничего не было — темное пространство, в котором на миг мелькнуло виденье недавнего пути.

## Персонажи

Чолпонбай Тулебердиев, главный герой повести

По мнению критика Тендика Аскарова, Чолпонбай в изображении Ф. И. Самохина — честный и волевой юноша, с уважением относящийся к старшим. Эволюция жизненных взглядов, рост самосознания главного героя в повести развёртываются на фоне общей картины исторических событий, когда СССР отстаивал свою свободу от гитлеровских оккупантов. Писатель, по мнению исследователя, раскрывает в главном герое «любовь к человеку и честность». Его тоска по родному краю усиливает в нём как ненависть к нарушителям мирной жизни, так и стремление поскорее вернуться домой с победой. Аскаров отметил и изображение героя как почитателя поэзии Токтогула Сатылганова — у него всегда при себе был томик произведений акына.

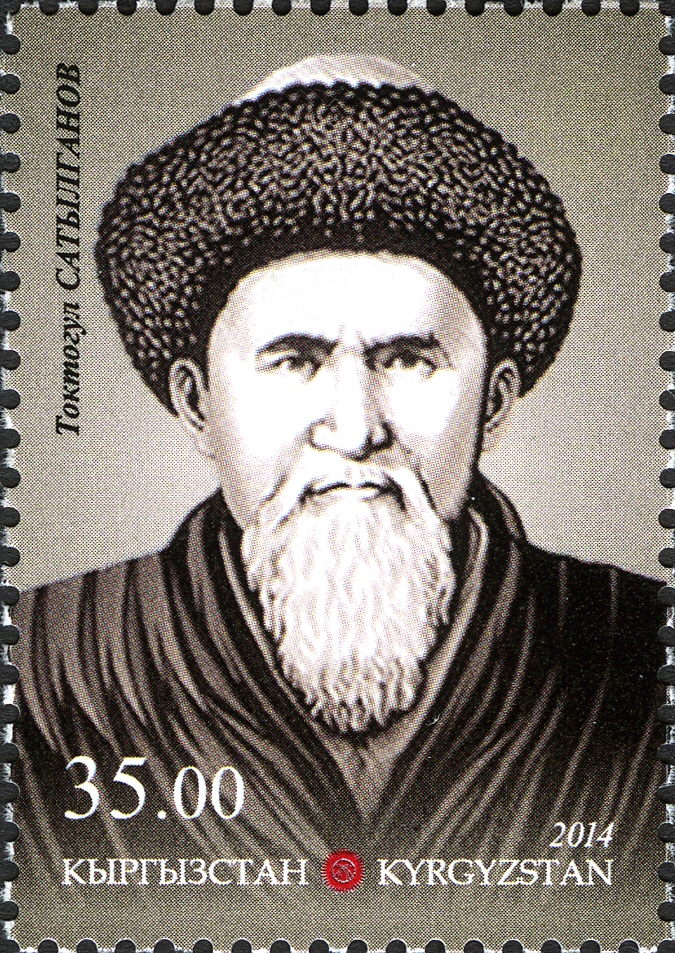
Главный герой неоднократно обращается к поэзии Токтогула Сатылганова

Образы Сураке и Дуйшемби литературовед Т. Аскаров назвал «удачными и убедительными». Он писал, что Самохину удалось создать запоминающийся образ киргизской матери: в книге все тяготы жизни она переносила терпеливо, и это качество осталось главной чертой персонажа. Она не расчувствовалась, когда узнала о смерти сына Токоша, и когда Чолпонбай заявил о том, что он добровольно уходит на фронт, «она не зарыдала, не упала в обморок», а только «крепче стиснула зубы».
Отец друга Чолпонбая Дуйшемби обучает своего сына Сагымбека отжившими методами, порет его камчой за неудовлетворительные оценки. Его нрав, по мнению Аскарова, схож с образом Омор-аке из повести «Дети гор» Тугельбая Сыдыкбекова — в ней тоже изображается человек, чувствующий большую власть в семье, готовый скандалить, если кто-нибудь посягнёт на его убеждения. Критик отмечал, что методы воздействия на людей и воспитания у Дуйшемби и Омор-аке одинаковы, но они отличаются друг от друга своими взглядами на жизнь и тем, что Омор-аке придерживается отцовских заветов, традиции старины, не считает образование «делом настоящих людей». Дуйшемби же в этом вопросе, считал Аскаров, полная противоположность — он убеждён, что только учение даст человеку счастье, но вместе с этим он впадает в крайность, стараясь привить сыну свои взгляды на жизнь насилием. По мнению критика, в этом заключаются сильные и слабые стороны образа Дуйшемби — Самохину «в некоторой мере» удалось проникнуть в специфику национального характера, найти для этого характерную деталь, достигающую большой выразительности.
Продолжая анализ повести, Тендик Аскаров выделил эпизод, где Дуйшемби, обеспокоенный уходом из дома своего сына Сагымбека из-за нанесённой ему обиды, обращается к своей жене: «Давно он уехал? — спросил Дуйшемби свою жену, которая выгребала золу из очага». «Солнце в это окно светило, — ответила она, тревожно поглядывая на мужа». Этот штрих, по мнению Аскарова, заключает в себе глубокий смысл. Слова о солнце отсылают к жизни киргизского народа, когда люди, «умудрённые опытом народной астрономии», определяли времена года и суток по небесным светилам. Автор, как отметил литературовед, верно подметил эту особенность, и такая «краска стала как бы выразительной линией на фоне однообразных тонов».
Правдивым образом критик назвал и эпизодическое лицо старшину Потапова, но добавил, что его образ в повести «выпукло» очерчен. Недостаток в обмундировании, в постельных принадлежностях вынуждал его внешне казаться строгим и скупым, но на самом деле «человек он сердечный», честно относящийся к своим обязанностям. Персонаж живёт интересами коллектива, хочет хорошего всем и готов поделиться с ними «первой радостью и благополучием».
Наряду с удачными образами у автора, встречаются и «неправдивые», так как Ф. Самохин при их создании «не следовал жизненной правде, иллюзию правдоподобности принял за истину». В пример литературовед привёл сцену спора Чолпонбая с отцом Гульнары Шаршеном и её женихом. Здесь герои, по мнению Аскарова, говорят «неестественные, напыщенные слова». Чолпонбай изображается «почтенным стариком», пересыпающего свою речь афористичными выражениями. Жених Гульнары изображён «тупоумным» и циничным человеком, «способный показать только свою душевную пустоту». Аскаров писал, что такой способ изображения Самохиным отрицательных героев страдает односторонностью — по мнению критика, более правдоподобным было бы изображение «жениха не простаком, а хитрым волком в овечьей шкуре».
Плохое впечатление у Т. Аскарова оставил и образ Архипа Поликарпова. Его занятие — собирать вещи с трупов, оправдывая свои действия тем, что мёртвому вещи не нужны. Критик отметил, что хотя Архипов и слыл человеком с «мерзкой философией», но всё же ему оказывают доверие и посылают в разведку в немецко-фашистский тыл. Во время задания персонаж показывает себя «удивительно ловким человеком», превращается в «хитрого разведчика» и совершает беспрепятственные прогулки у военных объектов оккупантов. В душе Поликарпова пробуждается сознание человечности, он перерождается в порядочного человека. «Мне стыдно стало так жить, как раньше, на своей Родине…» — говорит Архип. Однако, по мнению критика, эти слова звучат «неубедительно», а его перерождение недостаточно мотивировано.

## Художественные особенности

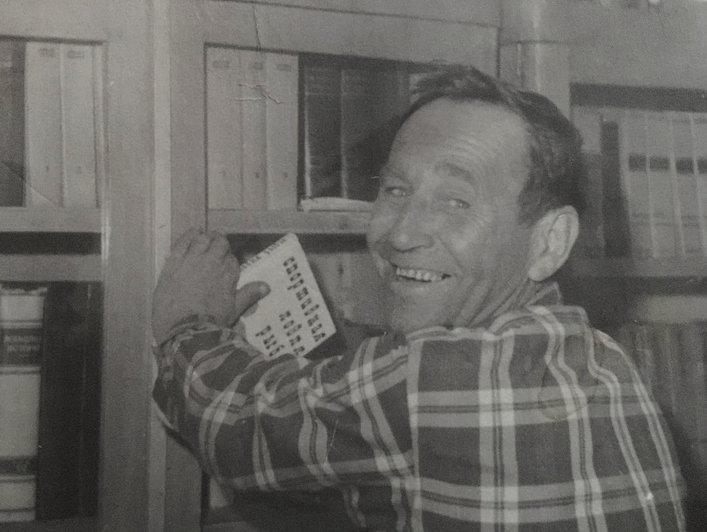
Фёдор Самохин, автор повести

Филолог О. И. Трудакова (Военная академия ВКО им. Г. К. Жукова) проанализировала использованные Фёдором Самохиным  языковые средства для создания образа Героя Советского Союза Чолпонбая Тулебердиева, чтобы определить закономерности их употребления. Исследование повести основано на работах кировских лингвистов (С. В. Черновой, Н. Г. Наумовой, А. Н. Глухих). Главное внимание в статье обращается на описание образа человека / персонажа с помощью динамичных и статичных («процессуальных» и «непроцессуальных») характеристик. Трудакова приходит к выводу, что основной авторской характеристикой героя в тексте повести «Чолпонбай» Ф. Самохина является само действие, а не размышление о нём. Характеристики главного героя передаются большей частью с помощью глаголов, глагольных форм и сопутствующих им наречий. При описании главного героя повести писатель чаще всего использует существительные и прилагательные с положительной и нейтральной оценкой. Отрицательная лексика в отношении главного героя появляется лишь в двух местах у других персонажей.
Главному герою принадлежат вещи, характерные для жителя киргизской деревни, в его холщовой сумке имеются лепёшки, варёное баранье мясо. Через такие предметы вводится мотив дороги, и повествование приобретает притчевую манеру. В статье также отмечаются главные ценности героя, среди которых семья и друзья, выражаемые в желаниях и поступках как в мирное, так и в военное время. Он чувствует личную ответственность перед страной и любимыми людьми. Всё перечисленное формирует черты его характера — у героя появляются стремления, надежды и нравственные ориентиры. Намерения героя, в которых можно увидеть его будущие поступки, передаются с помощью глаголов.
Среди статичных характеристик персонажа повести Трудакова обратила внимание на его стремление «всё время быть с товарищами, среди людей». «Муторно одному», — говорит герой другу — пехотинцу Остапу. «Чолпонбай постарался идти рядом со взводным — спокойнее чувствуешь себя». «У него сердце доброе. Он рубашку с себя снимет для товарища», — характеризует Тулебердиева Остап. Исследовательница отмечает, что здесь прослеживается типичное явление для советской литературы — отсутствие индивидуализма у положительного героя. Отсутствие индивидуализма помогает понять «отчаянный поступок человека», который пожертвовал собой ради других. В результате анализа статичных характеристик О. И. Трудакова обнаруживает, что внешность главного героя описывается с помощью прилагательных в степенях сравнения.
В описаниях деятельности Тулебердиева в повести автор прибегает к формам прошедшего времени глаголов совершенного вида (элемент динамики). В тексте повести неоднократно подчёркивается быстрота и сила действий, осуществляемых героем. Благодаря их своевременности они, как правило, удачны. Ментальная активность главного героя чаще всего описывается глаголами «волновался», «радовался», «догадался». Герой преодолевает своё волнение перед каждым значимым действием. Чолпонбай не рефлексирует над своими действиями и не реагирует на поступки остальных героев.
Отмечается, что автор характеризует героя главным образом с помощью действия, а не через размышление. Герой говорит без эмоций, оценивает свои действия в редких случаях. В его действии неуверенность и волнение уходят на второй план. Перед подвигом у него «мысли в голове ясные, чёткие». Подвиг получает оценку только в лирических отступлениях и речи других персонажей. «За Родину погиб Тулебердиев», «здесь человек отдал жизнь, чтобы сотни других бойцов остались живыми», «какое золотое сердце было этого бойца, <…> да ляжет на его могиле земля лебяжьим пухом» (старший лейтенант Горохов). «За нас, верных друзей, он не пожалел жизни» (командир роты). «Погиб смертью храбрых за свободу и независимость нашей Родины» (старшина роты). «Тулебердиев грудью открыл нам дорогу» (боец Метровели). Писатель цитирует текст с деревянного обелиска братской могилы: «Вечная память тебе, герой киргизского народа! Верный сын Родины, Чолпонбай Тулебердиев, ты обессмертил себя и свой народ! Память о тебе будет жить вечно!». В авторской речи оценка подвига выражается следующим образом: «Светлый образ Чолпонбая Тулебердиева вдохновлял воинов на боевые подвиги»; «память о Чолпонбае Тулебердиеве живёт в сердцах солдат и офицеров».
Масштаб личности и подвиг оправдывают, по мнению исследовательницы, идеализирование главного героя в повести. В его характере отсутствуют противоречия —  желания и действия напрямую связаны, и подвиг является неизбежным следствием его морально-этических устоев. Как считает О. И. Трудакова, главенствующая тогда общественная мораль — когда интересы коллектива ставились выше интересов личности — и особенности мировоззрения писателей-фронтовиков отражаются в языковых средствах, которые Фёдор Самохин задействовал для описания исторической личности.

## Выход в свет

### История публикации и значение
В сентябре 1956 года газета «Советтик Кыргызстан» опубликовала отрывок повести на киргизском «Жигит жөнүндө ыр». В 1958 году повесть была издана Киргизским государственным издательством (двенадцать тысяч экземпляров) и «Молодой гвардией» (пятьдесят тысяч экземпляров). О выходе повести было сообщено в журналах «Новый мир», «Москва» и в «Литературной газете», где приурочили выход книги к Декаде киргизского искусства и литературы в Москве. Как отметили Г. Н. Хлыпенко и Ч. А. Джолбулакова, повесть получила широкую известность в Киргизской ССР.
В 1965 году повесть поместили в рекомендательный указатель литературы про Великую Отечественную войну от Государственной библиотеки СССР имени В. И. Ленина и ГПИБ. Она также была указана в качестве источника о подвиге Ч. Тулебердиева в книге доктора исторических наук С. К. Керимбаева «Советский Киргизстан в Великой Отечественной войне 1941—1945 гг.», под редакцией доктора исторических наук, профессора Георгия Куманёва.
Доктор филологических наук, член-корреспондент НАН КР Абдыкадыр Садыков в 2008 году обнаружил влияние повести на сюжет одноимённой драмы Токтоболота Абдумомунова, написанной в 1985 году. По мнению литературоведа, в драме был использован тот же нарратив, как в повести Самохина. Литературовед отметил и схожесть имён персонажей: в повести девушку Чолпонбая зовут Гульнара, в драме — Гульжар; мать в повести Суураке, в драме — Зуураке.

### Критическое восприятие
Литературовед и критик Тендик Аскаров в целом высоко оценил повесть и отметил, что автору удалось создать не просто хронику жизни Чолпонбая Тулебердиева, а художественное произведение, «где вполне законное место нашёл авторский вымысел». Литературовед обратил внимание на отсутствие у автора намерения изобразить Чолпонбая идеальным героем, и этим, по его мнению, «повесть только выигрывает и ещё больше располагает к себе читателя». По его мнению, в заслугу автору надо ставить то, что в повести «авторская речь и речь персонажей не движется в русле одних фраз, почерпнутых из газет с примесью киргизских слов», и отметил, что всё это было достигнуто благодаря «умелому использованию автором всех оттенков речевой экспрессии, художественных средств, нахождению наиболее верной связи между компонентами поставленной цели».

Писатель Фёдор Самохин главной темой своего творчества считал изображение подвига народа советской Киргизии в Великой Отечественной войне и проделал большую работу. Самым большим достижением является его повесть «Чолпонбай», издававшаяся во Фрунзе и одновременно в Москве в издательстве «Молодая гвардия». Выход книги — совместный успех героя книги и самого автора.
Оригинальный текст (киргиз.)Жазуучу Фёдор Самохин Советтик Кыргызстандын адамдарынын Ата Мекендик согуштагы эрдиктерин чагылдырууну чыгармачылыгынын башкы тематикасы катары эсептеп, кыйла эмгек жасады. Алардын ичиндеги ири 
жетишкендиги 1958-жылы Фрунзеде жарык көргөн «Чолпонбай» повести. Повесть ошол эле жылы Москвадагы «Молодая гвардия» басмасында чыгарылышы каарман менен автордун эриш-аркак ийгилиги.
— Памирбек Казыбаев — литературовед и публицист.
Анатолий Сальников считал, что в повести Ф. Самохин показал себя «зрелым мастером, умеющим создавать многогранные человеческие характеры». Автор статьи в журнале «Коммунист» Н. Иванов раскритиковал повесть за тяжёлый язык, прямолинейность сюжета, бедноту красок описания природы, слабую очерченность многих образов и схематичность врагов. Критик и литературовед Г. Н. Хлыпенко отметил манеру Ф. Самохина в повести «нагромождать одну „образную“ нелепость на другую», что, по его мнению, было характерно и для повести «Дом моего отца», где он продолжил «щеголять такими „образными“ сравнениями».
В газете «Советская культура» повесть «Чолпонбай» Ф. И. Самохина была отнесена к произведениям, которые «украшают многоцветный ковёр киргизской литературы». Литературовед и переводчик В. Я. Вакуленко отнёс повесть к тем произведениям, где киргизская тема является не просто фоном, а предметом «непосредственных чувствований и переживаний автора». В журнале «Литературный Киргизстан» поставили повесть в один ряд с произведениями, которые «более широко и всесторонне разработаны по содержанию, стилю и эстетике».
Сравнивая образы Чолпонбая Тулебердиева в повести Ф. Самохина и одноимённом очерке Касымалы Джантошева, писатель и кандидат исторических наук Владимир Деев, отдал предпочтение первому. По его мнению, Фёдор Иванович сумел лучше раскрыть истоки героизма киргизского бойца, не сделав его «былинным героем», как это сделал Джантошев.
Поэт Николай Имшенецкий высоко оценил повесть и отметил, что автор доказал, что не Чолпонбай Тулебердиев повторил подвиг Александра Матросова, а наоборот. Имшенецкий отметил и работу писателя по созданию повести: «Для этого пришлось изъездить сотни километров, покопаться в архивах, приложить немало энергии и стараний <...> Ф. Самохин знакомится со многими интересными людьми — родственниками Чолпонбая, друзьями, товарищами, со всем тем удивительным миром, который окружал героя его будущей книги». Поэт заключил: «Нет надобности снова говорить о сильных и слабых сторонах повести. Она читается, она живёт. А это — главное».

## Цензура в московском издании
В сокращённом московском издании изъяты некоторые эпизоды, образы и уменьшены многословные места. В нём отсутствуют те места, где говорится о делах Архипа Поликарпова — это, по мнению критика Тендика Аскарова, хорошо и объясняется тем, что образ Архипа в повести не нужен, он не раскрывает другие образы, авторский замысел и не вытекает «из необходимых обстоятельств». Этот образ в том виде, в каком изображён автором, «только усиливает недоумение» при чтении и особенно дезориентирует юных читателей, которым трудно его воспринять. Кроме того, в московском издании опущено эпизодическое лицо — майор Чистяков, введён новый эпизод, где Чолпонбай, посланный в разведку, добывает «языка». Как отметил литературовед, последняя сцена сыграла свою положительную роль в усилении динамики действий. Однако, в чрезмерном стремлении упростить слог произведения, устранить длинноты, были допущены неоправданные ситуации, которые не удалили ненужных слов, а наоборот «нарушили гармонию единого целого».
Глава повести «Суровое время» во фрунзенском издании начинается со следующего предложения: «В лучистое июльское утро жители аила Тельмана проснулись, как в самое обычное утро». В варианте повести от «Молодой гвардии» это же место звучит так: «Ясным июньским утром сорок первого года в аиле имени Тельмана было всё как обычно». В московском варианте, по мнению Аскарова, авторская мысль обеднена: «Когда во фрунзенском издании читаем: "...жители аила Тельмана проснулись, как в самое обычное утро...", наше внимание приковывается к тому, что хочет сказать нам автор, потому что в самой конструкции предложения заключена мысль, которая наводит читателя на нечто новое, особенное, о которых автор здесь только намекает. Эта первоначальная авторская мотивация выступает теми ассоциациями, от которых потом развернётся длинная цепь событий». Этим предложением  автор «умело задаёт тон последующим событиям, создаёт антитезу, которая способствует отчётливому раскрытию» его замысла.

## Издания

### Отдельные издания
- Самохин Ф. Чолпонбай / Под ред. С. М. Жажиева; Оформл. А. С. Осташёва. — Фрунзе: Киргизгосиздат, 1958. — 191 с. — 12 000 экз.
- Самохин Ф. Чолпонбай / Под ред. М. Даниловой; Оформл. М. Рудакова. — М.: Молодая гвардия, 1958. — 112 с. — 50 000 экз.
- Самохин Ф. Чолпонбай : [для сред. и старшего школьного возраста] / Под ред. П. Г. Леденёва, Н. М. Болдырева; Худож. А. Осташёв; Рецензент: Р. Г. Деева. — (2-е издание). — Фрунзе: Мектеп, 1982. — 125 с. — 12 000 экз.

### В составе сборников
- Самохин Ф. Бросок (Отрывок из повести «Чолпонбай») // Страницы славных лет : рассказы и очерки о Советском Киргизстане и его людях / Под ред. С. М. Жажиева; Оформл. худ. И. А. Петрова. — Фрунзе: Кыргызстан, 1968. — С. 123—134. — 4 000 экз.
- Самохин Ф. Кровью сердца // Герои суровых лет / Под ред. С. М. Жажиева. — Фрунзе: Кыргызстан, 1968. — С. 64—168. — 150 000 экз.
- Самохин Ф. Кровью сердца // Во имя Родины / Под ред. Л. Филатовой; Сост. Д. И. Ортенберг; Художник В. Гаврилов. — М.: Политиздат, 1968. — С. 213—228. — 100 000 экз.
- Самохин Ф. Кровью сердца // Молодые герои Великой Отечественной войны / Под ред. А. Ефимова; Сост. В. С. Быков. — Вып. 2 [478]. — М.: Молодая гвардия, 1970. — С. 420—435. — (Жизнь замечательных людей. Серия биографий). — 50 000 экз.
- Самохин Ф. Кровью сердца // Герои суровых лет. — (2-е изд.). — Фрунзе: Кыргызстан, 1975. — С. 64—168. — 100 000 экз.
- Самохин Ф. Чолпонбай // Избранное / Под ред. [и с предисл.] А. И. Иванова. — Фрунзе: Кыргызстан, 1978. — С. 6—107. — 15 000 экз.
- Самохин Ф. Кровью сердца // Во имя Родины / Под ред. Д. И. Жеребкиной; Сост. Д. И. Ортенберг. — (2-е изд.). — М.: Политиздат, 1982. — С. 151—161. — 200 000 экз.
- Самохин Ф. Бросок // Их подвиг будет жить в веках: Сб. очерков / Ин-т Истории партии при ЦК Компартии Киргизии — фил. ордена Ленина Ин-та марксизма-ленинизма при ЦК КПСС; Редкол. А. К. Карыпкулов, К. К. Орозалиев, М. А. Кузичев и др. — Фрунзе: Кыргызстан, 1985. — С. 222—224. — 20 000 экз.
- Самохин Ф. Чолпонбай // Повести и рассказы / Под ред. Р. В. Горбачёвой; Худож. Г. Куценко; Рецензент: А. С. Кацев. — Фрунзе: Кыргызстан, 1988. — С. 4—104. — 12 000 экз. — ISBN 5-655-00113-6.
- Самохин Ф. Чолпонбай (Отрывок из одноимённой повести) // Звени, комуз! [для ср. и ст. шк. возраста] / Под ред. Л. В. Павленко; Сост. Х. Я. Мустафаев; Авт. вступ. ст. Е. К. Озмитель. — Фрунзе: Мектеп, 1985. — С. 102—173. — 8000 экз.
- Самохин Ф. Чолпонбай // Подвиг его бессмертен... : Сборник документов и материалов / Под ред. О. К. Ахмедова; Сост.: Т. Д. Доценко, Д. Э. Исакунова, Е. А. Романова; Центральный гос. архив КР. — Бишкек: Улуу тоолор, 2014. — С. 95—97. — 1000 экз. — ISBN 978-9967-13-968-8.

### Журнальные публикации
- Самохин Ф. Эр жүрөгү (Повесттен үзүндү) (киргиз.) // Жаш ленинчи : журнал. — 1958. — Ном. 2. — Б. 4—6.
- Самохин Ф. Таластык баатыр (киргиз.) // Ала-Тоо : журнал. — 1967. — Ном. 6. — Б. 118—138.